# Phyllodonta sarukhani
Phyllodonta sarukhani är en fjärilsart som beskrevs av Beutelspacher 1984. Phyllodonta sarukhani ingår i släktet Phyllodonta och familjen mätare. Inga underarter finns listade i Catalogue of Life.